# 傑奎琳·威爾遜
傑奎琳·威爾遜女爵士，GBE，FRSL（英語：Dame Jacqueline Wilson，1945年12月17日—），英格蘭兒童文學作家，著作主要涉關收養、離婚和精神病等話題，加上其作品的讀者普遍年幼而引發爭議。自2005年至2007年，她是英國童書桂冠詩人2014年獲提名漢斯·克里斯蒂安·安徒生獎，但沒有當選。
威爾遜出版過許多系列小說，最著名者為崔西·比克（Tracy Beaker）系列。此系列共有四部，均被CBBC改編成了電視連續劇。

## 擴展閱讀
- Parker, Vic. (2003) All About Jacqueline Wilson (Oxford: Heinemann Library)

## 外部連結
- 官方网站
- 網路推理小說資料庫上的傑奎琳·威爾遜
- 傑奎琳·威爾遜的英国文化协会文学专页

| 文化職務               | 文化職務                   | 文化職務           |
| ---------------------- | -------------------------- | ------------------ |
| 前任： 迈克尔·莫尔普戈 | 英國童書桂冠詩人 2005–2007 | 繼任： 迈克尔·罗森 |